# Telmatoscopus incanus
Telmatoscopus incanus är en tvåvingeart som beskrevs av Nielsen 1964. Telmatoscopus incanus ingår i släktet Telmatoscopus och familjen fjärilsmyggor. Inga underarter finns listade i Catalogue of Life.